# Pourrain
Pourrain est une commune française située dans le département de l'Yonne en région Bourgogne-Franche-Comté.
Ses habitants sont appelés les Pulveriniens.

## Géographie

### Climat
Pour des articles plus généraux, voir Climat de la Bourgogne-Franche-Comté et Climat de l'Yonne.
En 2010, le climat de la commune est de type climat océanique dégradé des plaines du Centre et du Nord, selon une étude du Centre national de la recherche scientifique s'appuyant sur une série de données couvrant la période 1971-2000. En 2020, Météo-France publie une typologie des climats de la France métropolitaine dans laquelle la commune est exposée à un climat océanique altéré et est dans une zone de transition entre les régions climatiques « Lorraine, plateau de Langres, Morvan » et « Centre et contreforts nord du Massif Central ». 
Pour la période 1971-2000, la température annuelle moyenne est de 10,9 °C, avec une amplitude thermique annuelle de 15,6 °C. Le cumul annuel moyen de précipitations est de 789 mm, avec 12,5 jours de précipitations en janvier et 7,5 jours en juillet. Pour la période 1991-2020, la température moyenne annuelle observée sur la station météorologique de Météo-France la plus proche, « Aillant », sur la commune de Montholon à 14 km à vol d'oiseau, est de 11,5 °C et le cumul annuel moyen de précipitations est de 727,4 mm. 
La température maximale relevée sur cette station est de 42,7 °C, atteinte le 24 juillet 2019 ; la température minimale est de −23,5 °C, atteinte le 25 février 1986,,. 
Les paramètres climatiques de la commune ont été estimés pour le milieu du siècle (2041-2070) selon différents scénarios d'émission de gaz à effet de serre à partir des nouvelles projections climatiques de référence DRIAS-2020. Ils sont consultables sur un site dédié publié par Météo-France en novembre 2022.

## Urbanisme

### Typologie
Au 1er janvier 2024, Pourrain est catégorisée commune rurale à habitat dispersé, selon la nouvelle grille communale de densité à sept niveaux définie par l'Insee en 2022.
Elle est située hors unité urbaine. Par ailleurs la commune fait partie de l'aire d'attraction d'Auxerre, dont elle est une commune de la couronne,. Cette aire, qui regroupe 104 communes, est catégorisée dans les aires de 50 000 à moins de 200 000 habitants,.

### Occupation des sols
L'occupation des sols de la commune, telle qu'elle ressort de la base de données européenne d’occupation biophysique des sols Corine Land Cover (CLC), est marquée par l'importance des territoires agricoles (58,8 % en 2018), une proportion sensiblement équivalente à celle de 1990 (59,5 %). La répartition détaillée en 2018 est la suivante : 
terres arables (39,4 %), forêts (37,9 %), zones agricoles hétérogènes (13,4 %), prairies (6 %), zones urbanisées (3,3 %). L'évolution de l’occupation des sols de la commune et de ses infrastructures peut être observée sur les différentes représentations cartographiques du territoire : la carte de Cassini (XVIIIe siècle), la carte d'état-major (1820-1866) et les cartes ou photos aériennes de l'IGN pour la période actuelle (1950 à aujourd'hui).

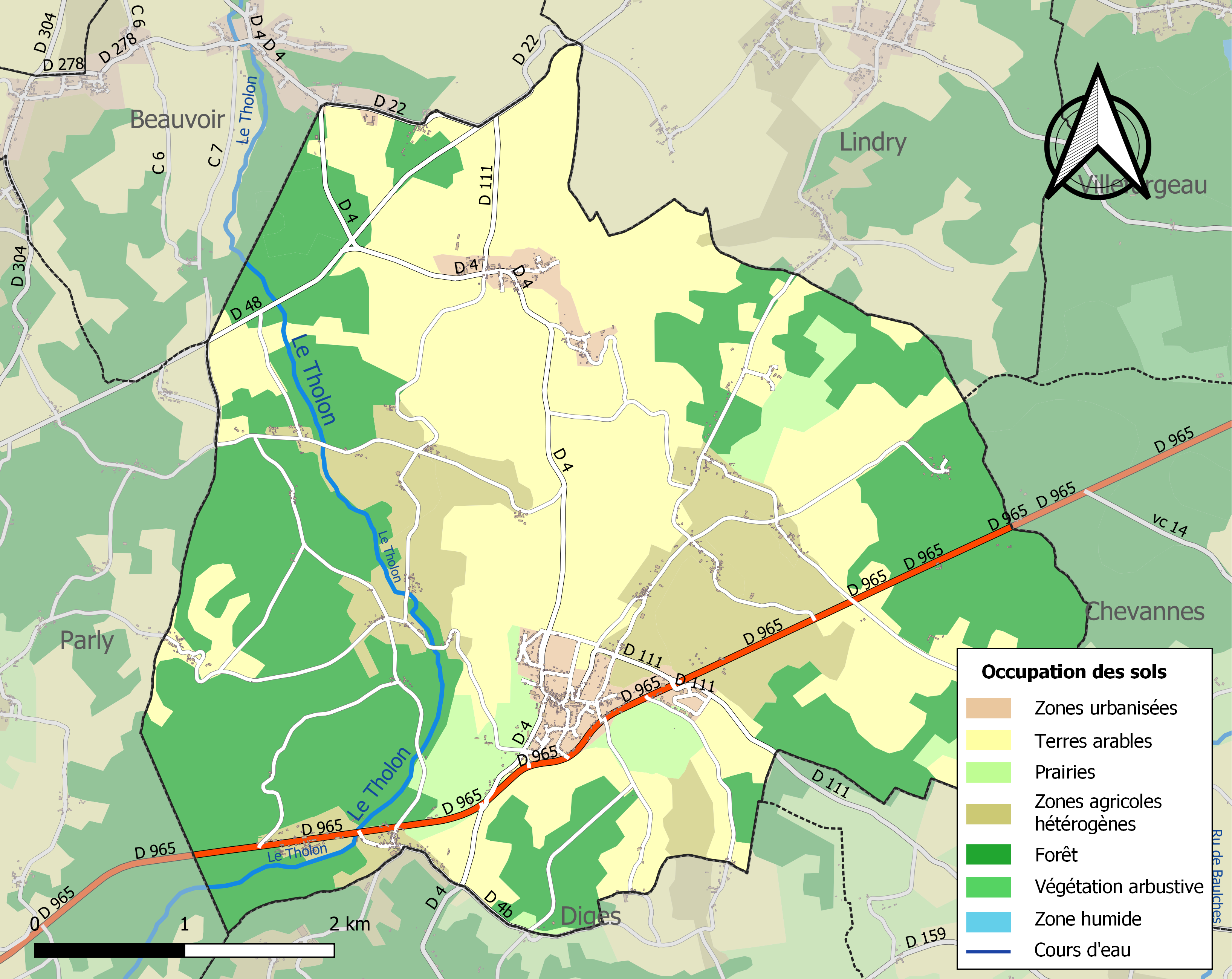
Carte des infrastructures et de l'occupation des sols de la commune en 2018 (CLC).

## Histoire
En 596 le règlement de saint Aunaire, 18e évêque d'Auxerre (572-605), inclut Pourrain (Pulverunus, "poussière" en latin) dans les trente principales paroisses du diocèse.
Elle appartient au chapitre cathédral d'Auxerre de 820 à la Révolution. 
En 841, elle a vu passer Louis et Charles, petits-fils de Charlemagne, en route pour la bataille de Fontenoy. Puis en 1428, Jeanne d'Arc, partie libérer Orléans des Anglais. Enfin, Napoléon traversera Pourrain de retour de l'île d'Elbe.
Ses carrières d'ocre seront exploitées du XVIIIe siècle au milieu du XXe siècle. Cette exploitation s'accompagne d'une importante activité de tonnellerie et de bûcheronnage : le plafond des carrières, peu solide, devait en effet être étayé par des renforts en bois ; quant aux tonneaux, ils servaient au transport de l'ocre jusqu'au Batardeau à Auxerre. De cette activité totalement abandonnée à la Seconde Guerre mondiale ne subsiste que le nom évocateur de certaines rues et un ancien séchoir reconverti en restaurant puis en entreprise de paysagiste dans le hameau des Vernes.

## Politique et administration

### Liste des maires
| Période         | Période            | Identité                   | Étiquette | Qualité |
| --------------- | ------------------ | -------------------------- | --------- | --- |
| 5 mai 1793      | 21 décembre 1793 - | Nicolas Croiset            |           | Industriel Ocrier |
|                 | -                  | Mathié                     |           | |
| 16 juin 1821    | 12 octobre 1830 -  | Pierre-Henry Croiset       |           | Industriel ocrier |
| 12 octobre 1830 | 1843 -             | Jean-Louis Hubert Lavollée |           | Ancien notaire de Cambacérès, maire de Dammartin (an IV-1819). Ancien Conseiller et Président (1807) du Conseil Général de Seine et Marne. Chevalier de l'Ordre Royal de la Légion d'Honneur |
|                 | -                  | Antoine Parquin            |           | Industriel ocrier |
|                 | -                  | Durville                   |           | |
|                 | -                  | Petit                      |           | |
|                 | -                  | Henri-Louis Baudoin        |           | Marchand de biens, conseiller général |
| 1871            | 1878 -             | Charles-Hubert Mémain      |           | |
| 1878            | 1882 -             | Etienne Barrey             |           | |
| 1882            | 1900 -             | Paul Chatelet              |           | |
| 1900            | 1909 -             | Louis-Henri Baudoin        |           | Ingénieur agronome |
|                 | 1935 -             | Henri Toutée               |           | |
| 1935            | 1945 -             | Marie Préau                |           | Charron |
| 18 mai 1945     | -                  | Henri Durville             |           | Retraité agriculteur |
|                 | -                  | Jean Poindron              |           | Retraité agriculteur. Conseiller Général |
|                 | -                  | René Fort                  | S.E.      | Retraité mécanicien automobile |
|                 | mars 2001          | René Moreau                | S.E.      | Retraité travaux publics |
| mars 2001       | 28 mars 2014       | Jean-Michel Jourdan        | S.E.      | Instituteur (Retraité) |
| 28 mars 2014    | En cours           | Roger Prignot              | S.E.      | Retraité fonction publique |

## Démographie
L'évolution du nombre d'habitants est connue à travers les recensements de la population effectués dans la commune depuis 1793. Pour les communes de moins de 10 000 habitants, une enquête de recensement portant sur toute la population est réalisée tous les cinq ans, les populations de référence des années intermédiaires étant quant à elles estimées par interpolation ou extrapolation. Pour la commune, le premier recensement exhaustif entrant dans le cadre du nouveau dispositif a été réalisé en 2006.

En 2022, la commune comptait 1 284 habitants, en évolution de −8,87 % par rapport à 2016 (Yonne : −1,95 %, France hors Mayotte : +2,11 %).
| 1793  | 1800  | 1806  | 1821  | 1831  | 1836  | 1841  | 1846  | 1851  |
| ----- | ----- | ----- | ----- | ----- | ----- | ----- | ----- | ----- |
| 1 110 | 1 089 | 1 262 | 1 417 | 1 504 | 1 527 | 1 655 | 1 702 | 1 714 |

| 1856  | 1861  | 1866  | 1872  | 1876  | 1881  | 1886  | 1891  | 1896  |
| ----- | ----- | ----- | ----- | ----- | ----- | ----- | ----- | ----- |
| 1 615 | 1 596 | 1 630 | 1 633 | 1 617 | 1 580 | 1 508 | 1 426 | 1 343 |

| 1901  | 1906  | 1911  | 1921 | 1926 | 1931 | 1936 | 1946 | 1954 |
| ----- | ----- | ----- | ---- | ---- | ---- | ---- | ---- | ---- |
| 1 278 | 1 230 | 1 042 | 897  | 896  | 887  | 880  | 856  | 839  |

| 1962 | 1968 | 1975 | 1982  | 1990  | 1999  | 2006  | 2011  | 2016  |
| ---- | ---- | ---- | ----- | ----- | ----- | ----- | ----- | ----- |
| 901  | 886  | 897  | 1 196 | 1 266 | 1 305 | 1 369 | 1 464 | 1 409 |

| 2021  | 2022  | - | - | - | - | - | - | - |
| ----- | ----- | - | - | - | - | - | - | - |
| 1 320 | 1 284 | - | - | - | - | - | - | - |

## Lieux et monuments
- Église Saint-Serge de Pourrain.
- La chapelle Saint-Baudel

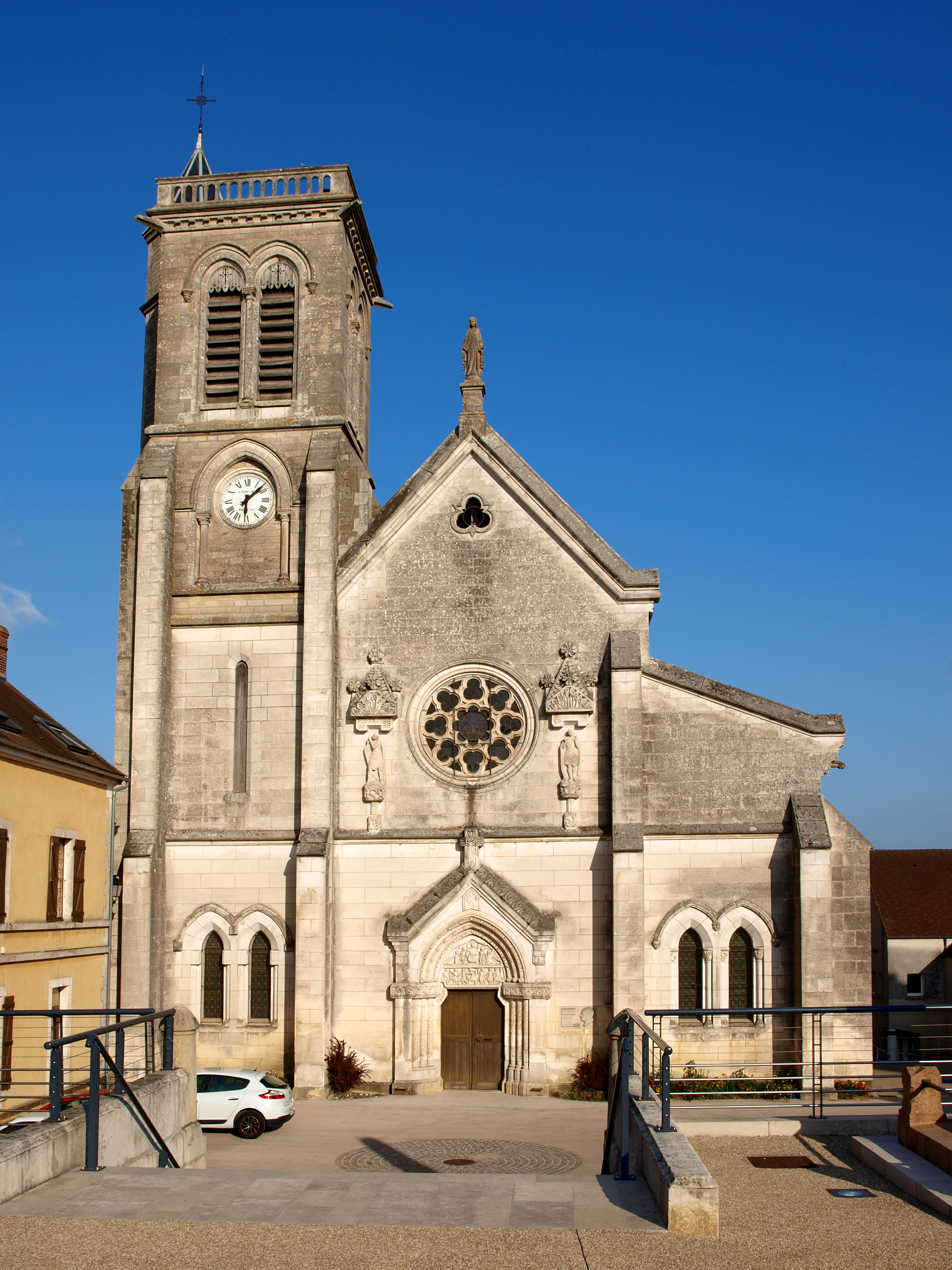
L'église de Pourrain, dédiée à Serge et Bacchus de Rasafa.

- L'ancien Séchoir à ocre (aujourd'hui propriété privée et entreprise de paysagiste)

## Environnement
La commune inclut une ZNIEFF :

ZNIEFF des forêts et tourbières des Choubis et des Vernes. Cette ZNIEFF de 170 ha se trouve essentiellement sur la commune (les Choubis et les Vernes se trouvent sur son territoire), mais s'étend quelque peu sur les communes de Diges et Parly. L'habitat déterminant est ici la forêt ; on y trouve aussi lagunes, landes, fruticées, pelouses, prairies, tourbières, marais, et, bizarrement, des eaux stagnantes saumâtres et salées (d'après la fiche INPN de référence).

## Personnalités liées à la commune
- France Gall (1947-2018) : Chanteuse.

## Loisirs
La Jeune Garde de Pourrain a toujours proposé des activités sportives à ses membres de tous âges. Créée en 1910 (son centenaire a été fêté le 21 mars 2010), elle s'est diversifiée et offre aujourd'hui aux Pulvérinien(ne)s d'innombrables activités culturelles et de loisirs : 
- gymnastique (féminine et masculine), tir à l'arc, poterie (enfant et adultes), danse moderne-jazz, etc.
- Le vide-greniers de Pourrain, qui se déroule chaque année le dimanche de Pâques, est l'un des plus importants de France.
- Depuis peu un festival artistique rassemble toutes les générations de Pulveriniens et d'Icaunais, le festival "Lune Estival" qui se déroule le dernier week-end d'août.

## Pour approfondir